# Gregory Playfair
Gregory Playfair (Paramaribo, 19 januari 1974) is een Nederlands voormalig voetballer.

## Biografie
Playfair begon met voetballen bij SC Neptunus uit Rotterdam, waar hij gescout werd door PSV. Hiervoor maakte hij op 17 januari 1993 zijn debuut in het betaald voetbal, tegen FC Volendam. In het seizoen 1993/94 zat hij, onder leiding van trainer Aad de Mos, dicht tegen het eerste elftal en speelde hij dertien wedstrijden. Het seizoen erop speelde hij, mede door een trainerswiswel, nog vijf wedstrijden in het eerste.
Playfair maakte in het seizoen 1995/96, op voorspraak van trainer Leo van Veen, een overstap naar RKC Waalwijk, maar tijdens zijn eerste wedstrijd voor de club scheurde hij zijn voorste en achterste kruisband. Daarvoor vertrok hij na één seizoen met zes duels en nul doelpunten weer. Zijn nieuwe club werd SC Cambuur-Leeuwarden, dat op dat moment in de Eerste divisie speelde. Ook daar raakte hij geblesseerd aan zijn knie. Hij kwam in twee seizoenen tot één duel voor de club. Op 16 september 1997 viel hij twintig minuten in voor Leonard van Utrecht tegen FC Eindhoven en maakte hij zijn enige doelpunt voor Cambuur. In de zomer van 1998 werd zijn contract niet verlengd en stopte hij met betaald voetbal.

## Carrière-overzicht
| Seizoen | Club                  | Competitie     | Wedstrijden | Doelpunten |
| ------- | --------------------- | -------------- | ----------- | ---------- |
| 1992/93 | PSV                   | Eredivisie     | 1           | 0          |
| 1993/94 | PSV                   | Eredivisie     | 13          | 3          |
| 1994/95 | PSV                   | Eredivisie     | 5           | 0          |
| 1995/96 | RKC Waalwijk          | Eredivisie     | 6           | 0          |
| 1996/97 | SC Cambuur-Leeuwarden | Eerste divisie | 0           | 0          |
| 1997/98 | SC Cambuur-Leeuwarden | Eerste divisie | 1           | 1          |
| Totaal  |                       |                | 26          | 4          |